# Gerolamo Assereto
Gerolamo Assereto a été le 87e Doge de Gênes du 22 mars 1607 au 23 mars 1609.